# BMW G07
BMW G07 (eller BMW X7) är en SUV som den tyska biltillverkaren BMW introducerade i oktober 2018.

## Motor
| Modell        | Årsmodell | Motor                    | Cylindervolym | Effekt | Bränslesystem            |
| ------------- | --------- | ------------------------ | ------------- | ------ | ------------------------ |
| X7 xDrive 30d | 2019-20   | B57: 6-cyl radmotor DOHC | 2998 cm³      | 265 hk | Common rail turbodiesel  |
| X7 M50d       | 2019-20   | B57: 6-cyl radmotor DOHC | 2998 cm³      | 400 hk | Common rail turbodiesel  |
| X7 xDrive 40i | 2019-22   | B58: 6-cyl radmotor DOHC | 2998 cm³      | 340 hk | Direktinsprutning, turbo |
| X7 M50i       | 2019-22   | N63: 8-cyl V-motor DOHC  | 4395 cm³      | 530 hk | Direktinsprutning, turbo |
| X7 xDrive 40d | 2021-     | B57: 6-cyl radmotor DOHC | 2998 cm³      | 352 hk | Common rail turbodiesel  |
| X7 xDrive 40i | 2023-     | B58: 6-cyl radmotor DOHC | 2998 cm³      | 381 hk | Direktinsprutning, turbo |
| X7 M60i       | 2023-     | S68: 8-cyl V-motor DOHC  | 4395 cm³      | 530 hk | Direktinsprutning, turbo |